# Voccart

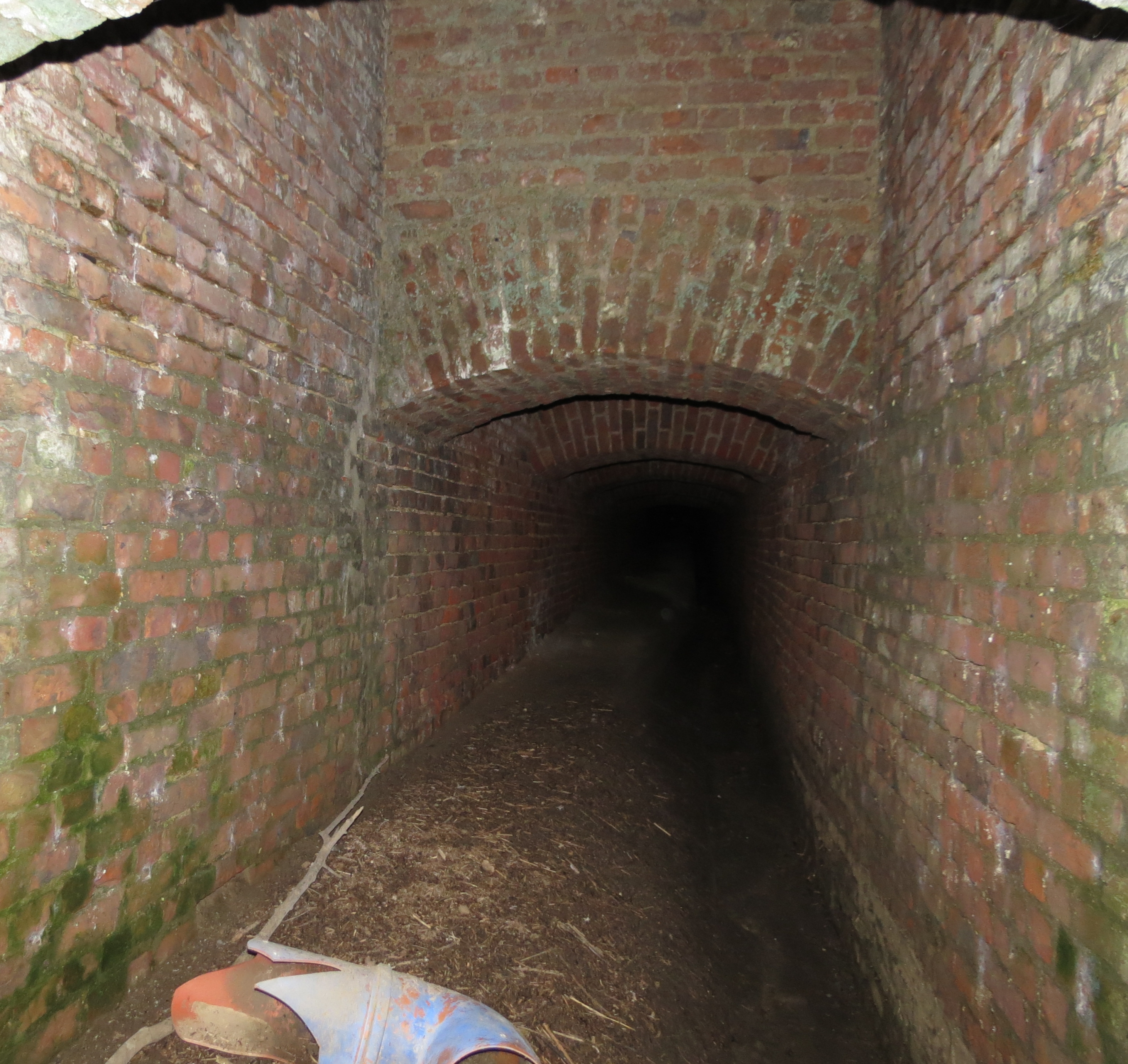
Mijngang van de Neu-Voccartmijn met afwateringskanaal op de Worm

De mijn Voccart is een voormalige steenkoolmijn in het stadsdeel Straß in Herzogenrath, Duitsland.
De steenkoolwinning stond tot het einde van de 18e eeuw onder controle van de Abdij Rolduc. In de 19e eeuw kwam de productie in handen van de Pannesheider Bergwerksverein die in 1861 werd overgenomen door de Vereinigungsgesellschaft für Steinkohlenbau im Wurmrevier die in 1907 in de Eschweiler Bergwerks-Verein werd opgenomen. In 1907 bedroeg de steenkoolproductie 73000 ton. De steenkoolmijnbouw in Straß duurde tot 1937.
De mijn had een ondergrondse ventilatieverbinding naar de mijn Neuprick in Bleierheide.